# Helmut Friess
Helmut Friess (* 25. August 1962 in Göppingen) ist ein deutscher Chirurg und Direktor der Chirurgischen Klinik und Poliklinik am Klinikum rechts der Isar der Technischen Universität München.

## Leben
Helmut Friess studierte von 1982 bis 1988 Medizin und promovierte 1990 zum Dr. med., 1998 habilitierte er sich. 2003 erfolgte die Berufung auf eine C3-Professur an die Universität Heidelberg. Zuletzt war er dort leitender Oberarzt der Abteilung für Allgemein-, Viszeral- und Transplantationschirurgie. 2007 wechselte er mit zahlreichen Oberärzten und Assistenten seiner Heidelberger Klinik nach München und wurde als Nachfolger von Jörg Rüdiger Siewert neuer Direktor der Chirurgischen Klinik am Klinikum rechts der Isar der Technischen Universität München. Sein besonderer Schwerpunkt ist die Leber-, Gallen- und Bauchspeicheldrüsen-Chirurgie.
2012 ermittelte die Staatsanwaltschaft wegen Unregelmäßigkeiten bei der Vergabe von Spenderlebern am Klinikum rechts der Isar. Im Zusammenhang mit Manipulationen bei Leber-Transplantationen beschloss der Aufsichtsrat des Klinikums rechts der Isar 2013, sich von dem Chirurgen zu trennen. Das anschließende Gerichtsverfahren gab Friess in allen Punkten recht. Seit 2014 ist er wieder als Direktor der Chirurgischen Klinik am Klinikum rechts der Isar in seiner bisherigen Position tätig.
Friess ist verheiratet.

## Auszeichnungen
- 1994 Young Investigator Preis (Scholarship), European Pancreatic Club
- 1995 Forschungspreis der Schweizerischen Gesellschaft für Chirurgie
- 1996 European Pancreatic Club Award for best basic scientific presentation
- 1996 Preis der Chirurgie, Schweizerische Gesellschaft für Chirurgie
- 1997 Young Investigator Preis (Scholarship), European Pancreatic Club
- 1999 Fritz Linder Forumpreis
- 2002 Qualitätsförderpreis Gesundheit Baden-Württemberg, Anerkennungspreis
- 2003 Preisträger der Feldbausch-Stiftung
- 2003 Ethicon Förderpreis, CAMIC
- 2005 Dr. Hella Bühler Preis für onkologische Forschung der Universität Heidelberg

## Bundesweite und internationale Fachmitgliedschaften
- 1990 Deutsche Gesellschaft für Chirurgie
- 1990 Berufsverband der Deutschen Chirurgen e. V. (BDC)
- 1991 European Pancreatic Club (EPC)
- 1995 Deutsche Gesellschaft für Verdauungs- und Stoffwechselkrankheiten (DGVS)
- 1996 Pancreas Club
- 1995 European Digestive Surgery (EDS)
- 1995 New York Academy of Sciences
- 1996 American Pancreatic Association (APA)
- 1996 Society for Surgery of the Alimentary Tract (SSAT)
- 1996 International Association of Pancreatology (IAP)
- 1999 European Society of Surgical Research (ESSR)
- 2003 European Surgical Association (ESA)
- 2003 International Hepato-Pancreatobiliary-Biliary Association (IHPBA)
- 2003 Deutsche Gesellschaft für Viszeralchirurgie (DGVC)